# Pordenone Calcio
Pordenone Calcio – włoski klub piłkarski, mający siedzibę w mieście Pordenone, w północno-wschodniej części kraju, grający w rozgrywkach Serie D.

## Historia
Chronologia nazw:
- 1913: Unione Sportiva Pordenone
- 1920: Sezione Calcio dell'Unione Sportiva Pordenone
- 1921: Football Club Pordenone
- 1926: Terza Coorte A. Salvato, 63ª Legione Tagliamento
- 1927: Unione Sportiva Pordenonese
- 1929: Pordenone Liber Foot-Ball Club
- 1930: Associazione Sportiva Dante Alighieri
- 1931: Associazione Calcio Pordenone O.N.D. – po fuzji z Opera Nazionale Dopolavoro
- 1937: Associazione Calcio Pordenone
- 1943: Associazione Calcio SAFOP Pordenone
- 1947: Associazione Calcio Pordenone
- 1981: Pordenone Calcio
- 1993: Associazione Sportiva Pordenone Calcio
- 2003: klub rozwiązano
- 2003: Pordenone Calcio S.r.l.
- 2006: Pordenone Calcio Società Sportiva Dilettantistica a r.l.
- 2014: Pordenone Calcio S.r.l.

Klub sportowy US Pordenone został założony w miejscowości Pordenone w 1913 roku. Dopiero 6 października 1920 została utworzona sekcja piłki nożnej, która w 1921 roku przyjęła nazwę FC Pordenone. Wcześniej w mieście istniał klub Helios FC, który powstał w 1914 roku, ale po zakończeniu I wojny światowej zaprzestał działalności, a w 1919 US Pordenone zapisała Sekcję Piłkarską na lokalne mistrzostwa Terza Divisione. W sezonie 1920/21 zespół startował w mistrzostwach Terza Divisione Veneto-giuliana (D3). W sezonie 1925/26 po wygraniu grupy C Terza Divisione Veneto-Trentino awansował do finału, gdzie zajął trzecie miejsce w grupie C Terza Divisione Nord, zdobywając awans do Seconda Divisione.
Po reorganizacji systemu ligi w 1926 i wprowadzeniu najwyższej klasy, zwanej Divisione Nazionale poziom Seconda Divisione został zdegradowany do trzeciego stopnia. Pod wpływem reżimu faszystowskiego, również w 1926 została zmieniona nazwa klubu na Terza Coorte A. Salvato, 63ª Legione Tagliamento. W 1926 nazwa została skrócona do US Pordenone, a klub spadł do Terza Divisione Veneto (D4). W 1929 klub zmienił nazwę na Pordenone Liber FBC i startował w grupie A Prima Categoria nowo utworzonej federacji U.I.L.C. W sezonie 1929/30 została podzielona najwyższa dywizja na Serie A i Serie B. Wówczas klub często zmieniła nazwy – w 1930 zmienił nazwę na AS Dante Alighieri, a w 1931 na AC Pordenone O.N.D. po fuzji z Opera Nazionale Dopolavoro. Sezon 1931/32 ponownie startował w rozgrywkach F.I.G.C., zajmując trzecie miejsce w Seconda Divisione Venezia Giulia (D4) i awansując do Prima Divisione (D3). W 1935 roku po wprowadzeniu Serie C Prima Divisione została czwartym poziomem ligowym, ale klub zrezygnował z występów ze względu na trudności organizacyjne i finansowe. W 1936 zespół ponownie przystąpił do rozgrywek Prima Divisione Venezia Giulia. W 1937 klub wrócił do nazwy AC Pordenone, a w 1939 awansował do Serie C. Następnie do 1943 zespół huśtał się pomiędzy Serie C a Prima Divisione, co roku zmieniając ligę. W 1944 z nazwą AC SAFOP Pordenone startował w wojennych rozgrywkach Torneo Litorale Adriatico, zdobywając tytuł mistrza Giuliano.
Po zakończeniu II wojny światowej, drużyna wznowiła działalność i została zakwalifikowana do rozgrywek Serie C, zajmując w sezonie 1945/46 drugie miejsce w grupie B Serie C Alta Italia. W 1947 klub zmienił nazwę na AC Pordenone, a w następnym roku spadł do Prima Divisione Nord (D5). W 1950 awansował do Promozione. W 1952 po kolejnej reorganizacji systemu lig Promozione został przemianowany na IV Serie. W 1957 liga zmieniła nazwę na Campionato Interregionale (rozgrywki odbywały się w II grupach Prima i Seconda Categoria), a w 1959 została nazwana Serie D. Po zakończeniu sezonu 1957/58 klub otrzymał promocję do Serie C, ale po sześciu latach wrócił do Serie D. Przed rozpoczęciem sezonu 1978/79 Serie C została podzielona na dwie dywizje: Serie C1 i Serie C2, wskutek czego Serie D została obniżona do piątego poziomu. W sezonie 1978/79 zwyciężył w grupie B Serie D i awansował do Serie C2. W 1981 klub przyjął nazwę Pordenone Calcio. W 1989 nastąpił wielki spadek w grze klubu, wskutek czego został zdegradowany do Campionato Interregionale, w 1990 do Promozione Friuli-Venezia Giulia, a w 1991 roku do Prima Categoria Friuli-Venezia Giulia (D7). Po dwóch latach, w 1993 wrócił do Promozione i zmienił nazwę na AS Pordenone Calcio. W 1995 awansował do Eccellenza Friuli-Venezia Giulia, a w 1996 do Campionato Nazionale Dilettanti (D5), która w 1999 zmieniła nazwę na Serie D. W 2002 awansował do Serie C2. W sezonie 2002/03 zespół zajął 12.miejsce w grupie A Serie C2, ale potem został wykluczony z mistrzostw.
W 2003 klub został reaktywowany jako Pordenone Calcio S.r.l. i w sezonie 2003/04 startował w Eccellenza Friuli-Venezia Giulia (D6), spadając do Promozione Friuli-Venezia Giulia. Rok później wrócił do Eccellenza Friuli-Venezia Giulia. W kolejnym sezonie awansował do Serie D (D5). Również w 2006 zmienił nazwę na Pordenone Calcio S.S.D. a r.l. W 2007 spadł na rok do Eccellenza Friuli-Venezia Giulia. W sezonie 2013/14 zwyciężył w grupie C Serie D, uzyskując promocję do czwartej ligi. Przed rozpoczęciem sezonu 2014/15 wprowadzono reformę systemy lig, wskutek czego Serie C1 i Serie C2 została połączona w jedną ligę o nazwie Lega Pro. Klub z nową nazwą Pordenone Calcio S.r.l. startował w Lega Pro, zajmując 19.miejsce w grupie A, ale po wygraniu baraży pozostał w trzeciej lidze. W 2017 roku nazwa ligi została zmieniona na Serie C. Po zakończeniu sezonu 2018/19 klub zwyciężył w grupie B Serie C i zdobył historyczny awans do Serie B.

## Barwy klubowe, strój
|  |  |

Klub ma barwy czarno-zielone. Zawodnicy domowe spotkania zazwyczaj grają w pasiastych pionowo czarno-zielonych koszulkach, czarnych spodenkach oraz czarnych getrach.

## Sukcesy

### Trofea międzynarodowe
Nie uczestniczył w rozgrywkach europejskich (stan na 31-05-2020).

### Trofea krajowe
| \| \| Zdobyte trofea w rozgrywkach Włoch (stan na: 31-08-2020) \| |                                                          |      |          |
| Rozgrywki                                                         | Osiągnięcie                                              | Razy | Sezon(y) |
| · Mistrzostwo                                                     | I miejsce                                                | 0    |          |
| · Mistrzostwo                                                     | II miejsce                                               | 0    |          |
| · Mistrzostwo                                                     | III miejsce                                              | 0    |          |
| · Puchar                                                          | zdobywca                                                 | 0    |          |
| · Puchar                                                          | finalista                                                | 0    |          |
| · Puchar                                                          | 1/8 finału                                               | 1    | 2017/18  |
| II liga                                                           | I miejsce                                                | 0    |          |
| II liga                                                           | II miejsce                                               | 0    |          |
| II liga                                                           | III miejsce                                              | 0    |          |
| II liga                                                           | 4.miejsce                                                | 1    | 2019/20  |
| Włochy                                                            | Zdobyte trofea w rozgrywkach Włoch (stan na: 31-08-2020) |      |          |

- Serie C (D3):
  - mistrz (1x): 2018/19 (gr.B)
  - wicemistrz (1x): 2015/16 (gr.A)
  - 3.miejsce (1x): 2016/17 (gr.B)

## Poszczególne sezony

### Rozgrywki międzynarodowe

#### Europejskie puchary
Nie uczestniczył w rozgrywkach europejskich.

### Rozgrywki krajowe
| \| Włochy \| Bilans występów klubu w rozgrywkach piłkarskich Włoch (Stan na 31 sierpnia 2020 r.) \| \| | |        |       |   |   |   |    |    |     |                                                                                           |        |        |      |
| Poziom                                                                                                 | Rozgrywki | Sezony | Mecze | Z | R | P | B+ | B– | Pkt | Lata                                                                                      | Awanse | Spadki | Naj. |
| I | Serie A | 0      |       |   |   |   |    |    |     |                                                                                           | 0      | 0      |      |
| II | Serie B | 1      |       |   |   |   |    |    |     | od 2019/20                                                                                | 0      | 0      | 4    |
| III | Terza Divisione, Seconda Divisione, Prima Divisione, Serie C, Lega Pro                                                  | 20     |       |   |   |   |    |    |     | 1920/21, 1922–1927, 1932–1935, 1939/40, 1941/42, 1945–1948, 1958–1964, 2014–2019          | 1      | 7      | 1    |
| IV | Terza Divisione, Seconda Divisione, Prima Divisione, Promozione, IV Serie, Campionato Interregionale, Serie D, Serie C2 | 38     |       |   |   |   |    |    |     | 1927–1929, 1931/32, 1936–1939, 1940/41, 1942/43, 1950–1958, 1964–1978, 1979–1989, 2002/03 | 4      | 4      | 1    |
| V | Prima Divisione, Serie D, Campionato Interregionale, Campionato Nazionale Dilettanti                                    | 15     |       |   |   |   |    |    |     | 1948–1950, 1978/79, 1989/90, 1996–2002, 2006/07, 2008–2014                                | 5      | 1      | 1    |
| | Puchar Włoch | 7      |       |   |   |   |    |    |     | od 1939                                                                                   | 0      | 0      | 1/8  |
| Włochy                                                                                                 | Bilans występów klubu w rozgrywkach piłkarskich Włoch (Stan na 31 sierpnia 2020 r.)                                     |        |       |   |   |   |    |    |     |                                                                                           |        |        |      |

## Struktura klubu

### Stadion
Klub piłkarski rozgrywa swoje mecze domowe na Stadio Guido Teghil w Pordenone o pojemności 5000 widzów.

### Derby
- Conegliano 1907
- AS Pro Gorizia